# يو ووك
يو ووك (بالإنجليزية: U Walk)‏ أو جادة الجامعة هو مجمّع تجاري مفتوح يُعد نقطة جذب رئيسية في مدينة الرياض على طريق الأمير تركي بن عبد العزيز الأول، تقدر مساحته بـ 121,000 متر مربع، بممشى جانبي يبلغ طوله 900 متر.

## الموقع
يقع يو ووك في الجانب الشرقي من جامعة الملك سعود، في المنطقة المعروفة سابقًا باسم «جادة الجامعة» أو «الجامعة بوليفارد».

## الملكيّة
تعود ملكيّة المجمع إلى شركة المراكز العربية.

## الفعاليات
إلى جانب نشاطه التجاري، يُستخدم المجمع في عدّة فعاليّات، ففي يناير 2022 استضاف المجمع الفعاليات الترويجية لـ «فورمولا إي الدرعية»، ومعرض «ريشة طيف» الذي نظمته جمعية أسر التوحد في نوفمبر 2021. في مارس 2022 استضاف المجمع معرضًا أقامته وزارة الدفاع السعودية بالتزامن مع معرض الدفاع العالمي، إضافةً لـ8 معارض أخرى في أماكن متفرقة.

## وصلات خارجية
- الموقع الرسمي